# Isogenoides colubrinus
Isogenoides colubrinus är en bäcksländeart som först beskrevs av Hagen 1874.  Isogenoides colubrinus ingår i släktet Isogenoides och familjen rovbäcksländor. Inga underarter finns listade i Catalogue of Life.